# Radomir (gmina)
Radomir (bułg. Община Радомир)  − gmina w zachodniej Bułgarii, w obwodzie Pernik. Populacja wynosi 23 tys. mieszkańców.

## Miejscowości
Miejscowości wchodzące w skład gminy Radomir:
- Bajkałsko (bułg.: Байкалско),
- Bełanica (bułg.: Беланица),
- Boboraci (bułg.: Бобораци),
- Bornarewo (bułg.: Борнарево),
- Czerwena mogiła (bułg.: Червена могила),
- Czukowec (bułg.: Чуковец),
- Debeli łag (bułg.: Дебели лаг),
- Dołna Dikanja (bułg.: Долна Диканя),
- Dołni Rakowec (bułg.: Долни Раковец),
- Dragomirowo (bułg.: Драгомирово),
- Dren (bułg.: Дрен),
- Drugan (bułg.: Друган),
- Gorna Dikanja (bułg.: Горна Диканя),
- Gyłybnik (bułg.: Гълъбник),
- Izwor (bułg.: Извор),
- Kasiłag (bułg.: Касилаг),
- Klenowik (bułg.: Кленовик),
- Kondofrej (bułg.: Кондофрей),
- Kopanica (bułg.: Копаница),
- Koszarite (bułg.: Кошарите),
- Negowanci (bułg.: Негованци),
- Nikołaewo (bułg.: Николаево),
- Pocyrnenci (bułg.: Поцърненци),
- Priboj (bułg.: Прибой),
- Radibosz (bułg.: Радибош),
- Radomir (bułg.: Радомир) – siedziba gminy,
- Staro seło (bułg.: Старо село),
- Stefanowo (bułg.: Стефаново),
- Ugljarci (bułg.: Углярци),
- Władimir (bułg.: Владимир),
- Żedna (bułg.: Жедна),
- Żitusza (bułg.: Житуша).